# Gerhard Creutz
Gerhard Creutz (* 16. März 1911 in Copitz; † 18. September 1993 in Berchtesgaden) war ein deutscher Ornithologe.

## Leben
Creutz wurde als Sohn eines Pirnaer Druckereibesitzers geboren. Die Lehrerausbildung am Pädagogischen Institut der Technischen Hochschule in Dresden schloss er 1933 im Fach Zoologie mit der Arbeit "Biologie des Flussregenpfeifers" ab. Von 1945 bis 1952 war er Lehrer in Pillnitz und gründete 1951 die Fachgruppe Ornithologie und Vogelschutz in Dresden, die er bis 1953 leitete. 1954 promovierte er bei Karl Jordan am Institut für Zoologie an der TH Dresden mit einer Populationsstudie am Trauerschnäpper. 1958 machte er sich, trotz Widerspruch zu den zentralistischen Bestrebungen in der DDR, um die Gründung des Naturwissenschaftlichen Arbeitskreises Oberlausitz im Kulturbund verdient. Von 1953 bis 1971 leitete er die Vogelschutzstation Neschwitz. Creutz war Verfasser zahlreicher Bücher zur Vogelkunde und unter anderem Mitarbeiter an der Neuen Brehm-Bücherei. 
Begraben ist er in Neschwitz.

## Werke (Auswahl)
- Geheimnisse des Vogelzuges, Ziemsen, 10., überarb. Aufl., Wittenberg Lutherstadt 1988, ISBN 3-7403-0036-1
- Der Weissstorch: Ciconia ciconia, Ziemsen, 2. Aufl., Wittenberg Lutherstadt 1988, ISBN 3-7403-0172-4
- Die Wasseramsel: Cinclus cinclus, Westarp-Wiss., 3. Aufl., Magdeburg 1995, ISBN 3-89432-204-7
- Greifvögel und Eulen: Spechte, Hühner, Tauben u. a., Urania-Verlag, 7. Aufl., Leipzig; Jena; Berlin 1983
- Beiträge zur Vogelkunde, Akademische Verlagsgesellschaft Geest & Portig KG, Leipzig 1949 (als Hrsg., Festschrift für Erwin Stresemann)
- Taschenbuch der heimischen Singvögel, mit Bildern von Engelbert Schoner. Arbeitsgemeinschaft Thüringischer Verleger Gebr. Richters Verlagsanstalt, Erfurt 1951; zahlreiche Auflagen
- Taschenbuch der heimischen Raub- und Rabenvögel, Spechte, Eulen, Hühner, Tauben u. a., mit Bildern von Engelbert Schoner. Urania-Verlag, Jena 1952
- Taschenbuch der heimischen Sumpf- und Wasservögel, mit Bildern von Engelbert Schoner. Urania-Verlag, Jena 1954